# Trichosetodes bicornis
Trichosetodes bicornis är en nattsländeart som beskrevs av Yang och Morse 2000. Trichosetodes bicornis ingår i släktet Trichosetodes och familjen långhornssländor. Inga underarter finns listade i Catalogue of Life.